# Campina dos Pupos
Campina dos Pupos é um bairro rural localizado no distrito de Lajeado Bonito, município de Ortigueira, no Paraná.
A localidade antes povoada por indígenas, principalmente os caingangues, foi desbravada, explorada por jesuítas e bandeirantes em diferentes épocas. De acordo com o Instituto Brasileiro de Geografia e Estatística (IBGE), sua população no ano de 2010 era de aproximadamente 300 pessoas.

## Localização

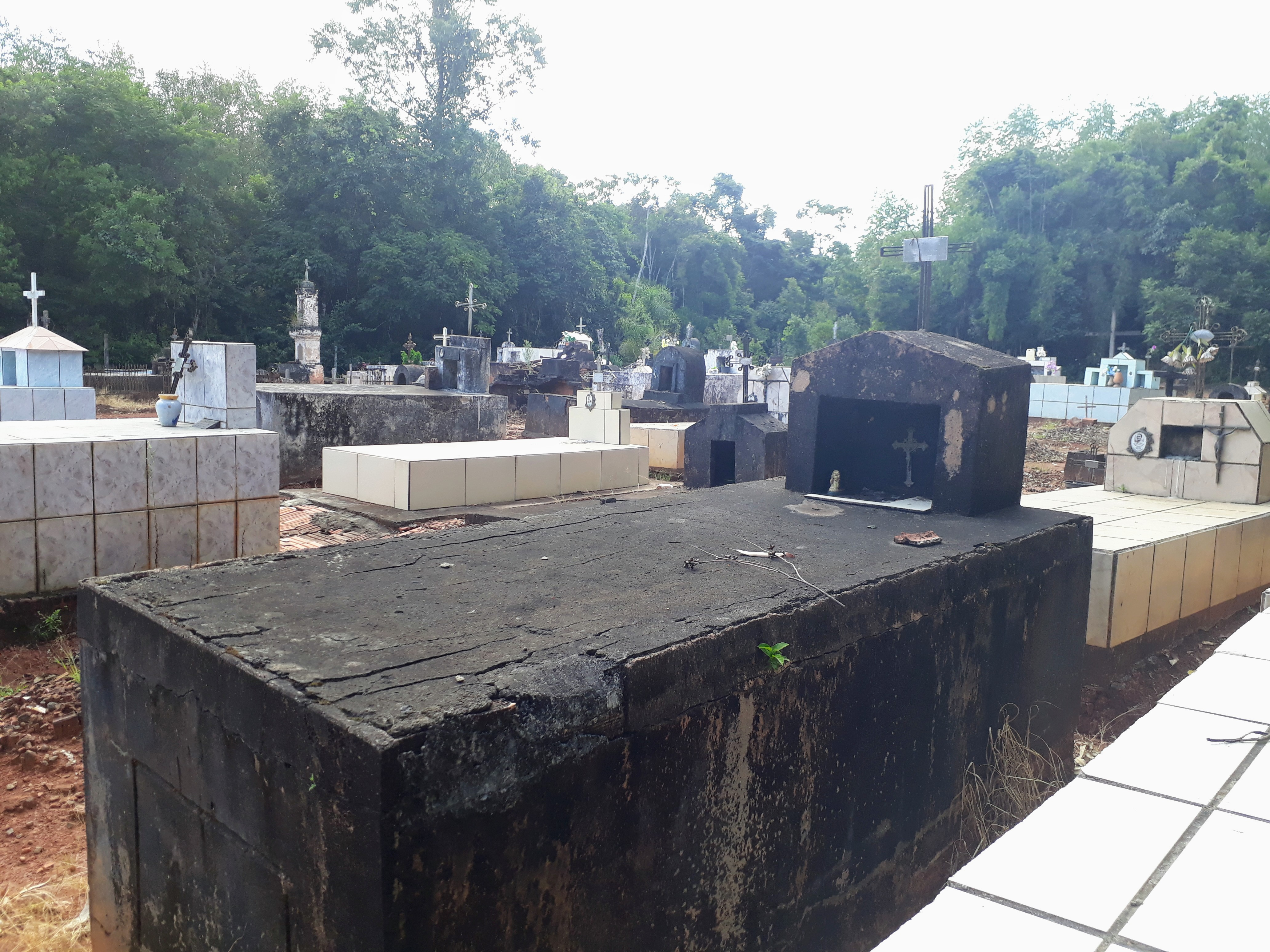
Cemitério da Campina dos Pupos.

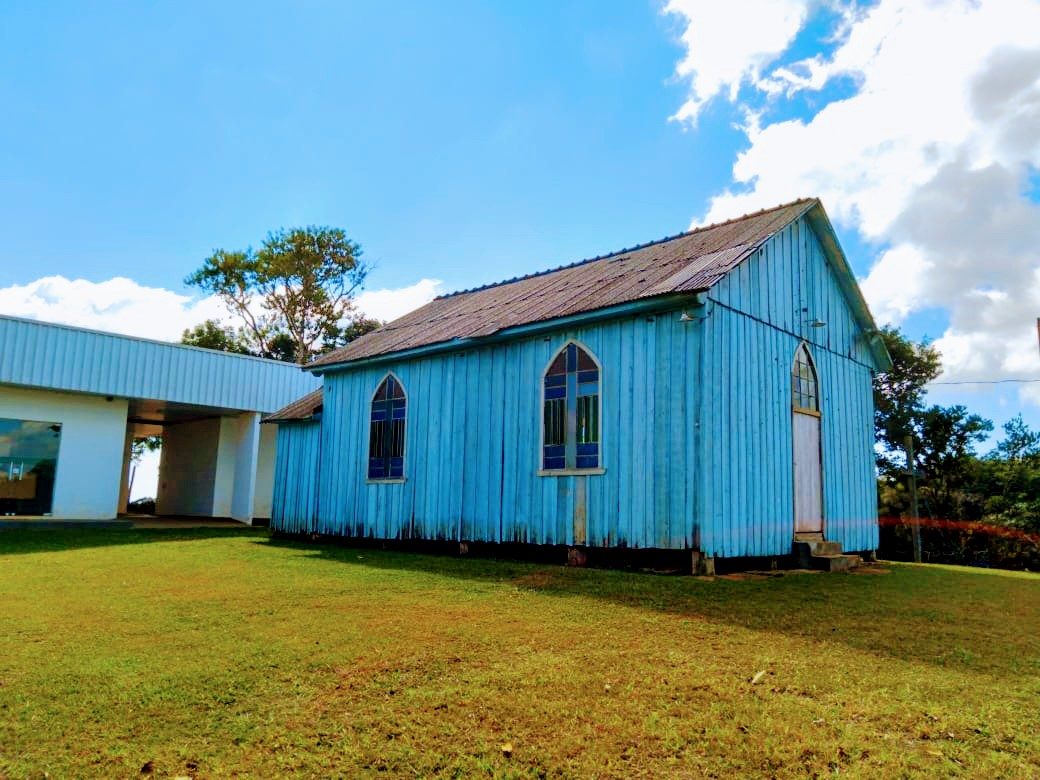
Capela de São Sebastião, igrejinha de madeira da Campina dos Pupos.

O bairro está localizado cerca de 30 km do centro da cidade de Ortigueira e aproximadamente 20 km do centro da cidade de Telêmaco Borba. A comunidade atual está inserida no Vale do Rio Tibagi, às margens do rio Tibagi, com remanescente da vegetação da Floresta Ombrófila Mista, pertencente ao Bioma Mata Atlântica, no extremo norte da região dos Campos Gerais do Paraná.
Na comunidade está localizada a Capela São Sebastião frequentada pelos católicos e atendidos pela Paróquia São Sebastião de Ortigueira. Há também um cemitério e um centro comunitário.

## Economia e infraestrutura
Estão localizados no bairro a Unidade Puma do grupo brasileiro Klabin S.A., a empresa francesa Air Liquide que atua no segmento de gases industriais, a empresa química finlandesa Kemira, a Usina Termelétrica Klacel, entre outras empresas satélites.
A comunidade é servida de infraestrutura como a rodovia pavimentada PR-340 que dá acesso à cidade de Ortigueira e de Telêmaco Borba, além de outras estradas não pavimentadas, como, por exemplo, a Estrada Velha que dá acesso à Colônia Augusta Vitória, a estrada que dá acesso à sede do distrito Lajeado Bonito, a que dá acesso ao bairro de Felisberto, em Curiúva, a que dá acesso à Fazenda Monte Alegre, em Telêmaco Borba e a que dá acesso à sede do município de Imbaú.
Na comunidade também está instalado um ramal ferroviário administrado pela Rumo Logística e que dá acesso ao terminal de cargas e exportação da Klabin. A ferrovia integra a rede ferroviária do Paraná que tem como principal destino o Porto de Paranaguá, no litoral, onde a Klabin mantém um terminal para a celulose.
As atividades econômicas na localidade contribuiu significativamente para a melhoria dos indicadores socioeconômicos do município, já que recebeu mais de 8 bilhões de reais em investimentos para a construção do complexo industrial da Unidade Puma, que foi até então, o maior investimento privado da história do Paraná. A fábrica em uma área de mais de 17 mil hectares, que tem a capacidade de produção anual de 1,5 milhão de toneladas de celulose, custou um investimento de 8,5 bilhões de reais, um dos maiores investimento do setor industrial no Sul do Brasil. O reflexo da produção que iniciou em março de 2016, fez com que o PIB municipal saltasse de 247,6 milhões de reais em 2010, para 1,21 bilhão de reais em 2016, ou seja, um incremento de quase 1 bilhão de reais, aumentando em quase quatro vezes, sendo uma alta de 212%, ou seja, mais que triplicou.
Em 2012 o município de Ortigueira apresentava um pouco mais de duas mil vagas de emprego e em 2015 e 2016, haviam mais de 8 mil pessoas trabalhando na localidade de Campina dos Pupos. Em relação a Klabin, o grupo pretende ampliar a capacidade de produção de kraftliner e na localidade está previsto para os próximos anos a produção de celulose marrom em uma fábrica projetada ao lado do complexo industrial da Unidade Puma. O objetivo é gerar 1 milhão de toneladas por ano, integradas com duas máquinas de papel. A celulose marrom é usada para a produção de papéis de embalagem, papelão ondulado e papelcartão.